# Josef Bečvář

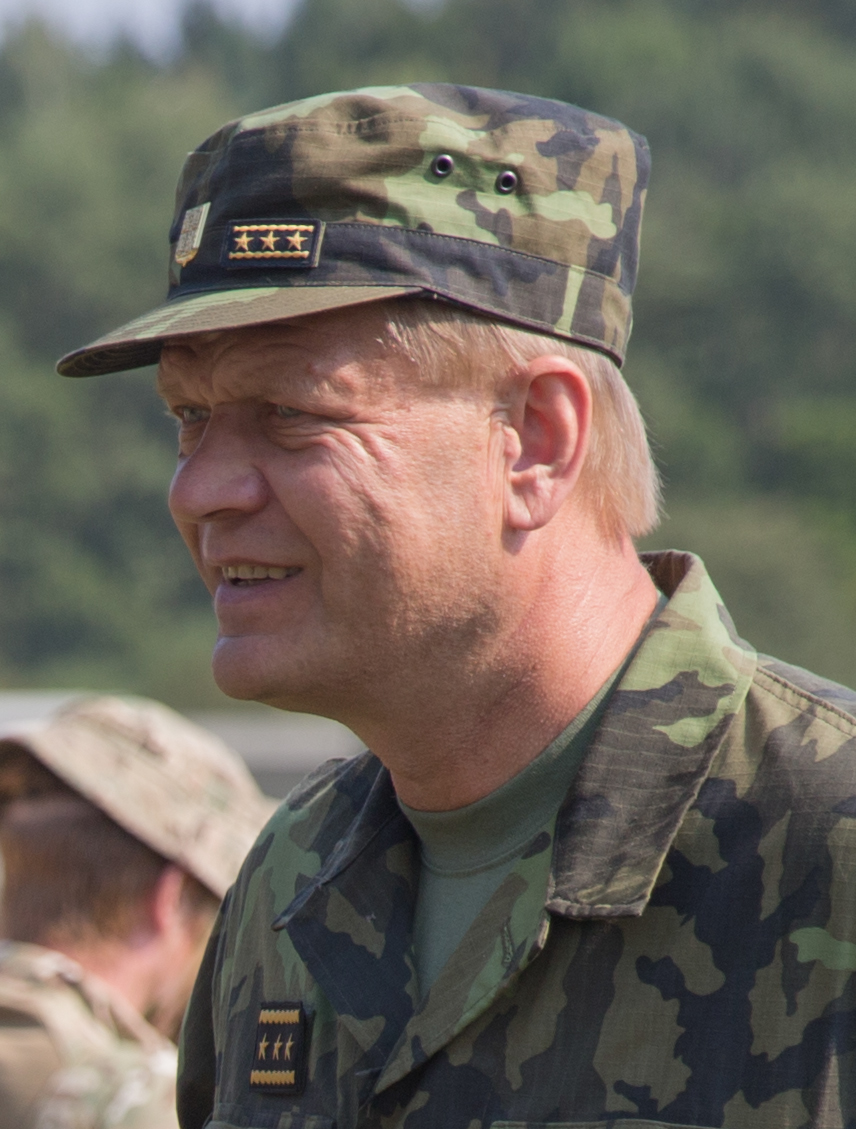
Josef Bečvář, 2015

Josef Bečvář (* 11. August 1958 in Pilsen) ist ein tschechischer General und war von 2015 bis 2018 Chef des Generalstabs der Tschechischen Armee und somit der höchste militärische Repräsentant der Armee.

## Leben

### Kindheit und Jugend
Bečvář wuchs auf dem Land auf. Ab dem Alter von 15 Jahren besuchte er das Jan Žižka Militärgymnasium in Moravská Třebová und wurde anschließend für den Einsatzbereich Raketentruppen und Artillerie ausgebildet.

### Militärische Laufbahn
Nach eigenen Angaben war Bečvář 1989 Offizier im Stab einer Panzerdivision in Slané und erlebte dort den Regimewechsel. 1991 wurde er Beamter der Militärpolizeiverwaltung, studierte Französisch und nahm dann an einem Kurs der französischen Militärgendarmerie in Paris teil. Anschließend machte er Karriere bei der tschechischen Militärpolizei und wurde schließlich in den Rang eines ersten Generals befördert. 1998 kehrte er nach Paris zurück, um an einer Militärschule in Paris weiter zu studieren und wurde anschließend zum Militärattaché bei der Botschaft der Tschechischen Republik in Frankreich ernannt. Dieses Amt übte er sechs Jahre lang aus.
Am 1. April 2008 wurde er Stabschef und stellvertretender Chef des Generalstabs. Im Oktober desselben Jahres folgte seine Beförderung zum Generalmajor. Von 2011 bis 2014 war er (erneut?) als Militärattaché seines Heimatlandes in Frankreich tätig. Am 1. August 2014 wurde er erster Stellvertreter des Chefs des Generalstabs und am 28. Oktober 2014 zum Generalleutnant befördert. Nachdem er im Mai 2015 den Posten als Chef des Geneneralstabs von Petr Pavel übernommen hatte, wurde er am 8. Mai 2016 zum General (Armádní generál) befördert. Im Mai 2018 wurde er auf dem Posten des Generalstabschefs von Aleš Opata abgelöst. Nach seinem Ausscheiden aus dem Militärdienst wurde er im Januar 2019 Präsident des Rüstungsunternehmens Glomex Military Supplies. Seit 2021 ist er Geschäftsführer von Zetor Defence, einem Joint Venture der tschechischen Firmen Skupina as und Zetor Engineering s.r.o.

### Privates
Der ehemalige General ist verheiratet. Zu seinen Hobbys zählen Lesen und Reisen.